# 조용호 (1965년)
조용호(趙龍浩, 1965년 2월 13일 ~ )는 전 KBO 리그 빙그레 이글스의 선수이며 1990년 1월 쌍방울로 이적했는데 1991년에 친정 빙그레전에서만 2홈런(모두 홈경기)을 쳤다. 참고로 동명이인 kt의 주전 외야수 조용호가 있다.